# Chorocidaris micca
Chorocidaris micca is een zee-egel uit de familie Cidaridae.
De wetenschappelijke naam van de soort werd in 1941 gepubliceerd door Ikeda.